# Tate Reeves
Jonathon Tate Reeves (Florence (Mississippi), 5 juni 1974) is een Amerikaanse politicus van de Republikeinse Partij. Sinds januari 2020 is hij de gouverneur van de Amerikaanse staat Mississippi. Eerder was hij onder meer luitenant-gouverneur van diezelfde staat.

## Biografie
Reeves groeide op in zijn geboorteplaats Florence, gelegen in het centrale deel van de staat Mississippi. Na de middelbare school ging hij economie studeren aan een liberal arts college in het nabijgelegen Jackson en behaalde daar een Bachelor of Arts. Aansluitend ging hij aan de slag in de lokale bankensector, eerst als analist en later als beleggingsfunctionaris.
Zijn eerste stappen in de politiek zette Reeves in 2003, toen hij zich namens de Republikeinse Partij beschikbaar stelde voor de functie van treasurer (minister van financiën) van Mississippi. Dit ambt was nooit eerder door een Republikein bekleed, maar Reeves slaagde erin de verkiezing desondanks te winnen. Hij werd in januari 2004 beëdigd en was, met zijn toenmalige leeftijd van 29 jaar, de jongste treasurer van de Verenigde Staten. In 2007 werd Reeves herkozen voor een tweede termijn. Hij beoefende de functie onder het gouverneurschap van zijn partijgenoot Haley Barbour.
In 2011 stelde Reeves zich kandidaat voor de post van luitenant-gouverneur van Mississippi en won deze verkiezing met overmacht. Hij trad aan op 10 januari 2012 en diende onder zijn voorganger Phil Bryant, die op dezelfde datum begon aan zijn eerste ambtstermijn als gouverneur. In 2015 werden beiden herkozen. In totaal was Reeves acht jaar lang als luitenant-gouverneur actief.

### Gouverneurschap
Toen gouverneur Bryant zich bij de gouverneursverkiezingen van 2019 niet opnieuw verkiesbaar mocht stellen, toonde Reeves zijn belangstelling om hem op te volgen. Reeves, politiek gezien de meest ervaren kandidaat, wist in de Republikeinse voorverkiezing zijn concurrenten met gemak te verslaan en nam het in de algemene verkiezingen op tegen zijn Democratische tegenstander Jim Hood. Op 5 november 2019 werd Reeves met zo'n 52% van de stemmen verkozen tot nieuwe gouverneur van Mississippi. Hij werd op 14 januari 2020 ingezworen in de hoofdstad Jackson. De nieuwe luitenant-gouverneur werd Delbert Hosemann.
Reeves is pro-life en een uitgesproken tegenstander van Obamacare.